# Ballarat City
Ballarat City is een Local Government Area (LGA) in Australië in de staat Victoria rond de stad Ballarat. Het gebied is 740 km² groot en heeft ongeveer 90.000 inwoners.